# Romulea columnae
Romulea columnae ist eine Pflanzenart aus der Familie der Schwertliliengewächse (Iridaceae). Sie ist im Mittelmeerraum beheimatet.

## Beschreibung
Romulea columnae ist eine krautige Pflanze, die eine Wuchshöhe von 2 bis 15 Zentimeter erreicht. Die eiförmige bis annähernd kugelförmige Knolle ist 1 bis 1,5 Zentimeter lang und umgeben von einer braunen Außenhaut, die zum oberen Ende hin abbricht. Die Blätter sind halbzylindrisch, fest und aufrecht oder um die Pflanze herum ausgebreitet.
Der anfangs 4 bis 6 Zentimeter messende, sich später aber noch verlängernde Blütenstand ist meist ein-, selten zwei- bis dreiblütig. Das untere Hochblatt ist vollständig krautig, das obere bis auf die Mittelrippe häutig. Das Perigon misst 10 bis 12 Millimeter, die Blütenröhre misst ein Drittel der gesamten Blütenhüllblätter. Der Schlund ist unbehaart und mit einem gelben Schlundfleck versehen, das freie Ende der Blütenhüllblätter ist gelb oder violett mit dunklerer Zeichnung, am äußeren Ende spitz bis stumpf. Die Staubblätter sind halb so lang wie die Blütenhülle, der Griffel überragt die Staubblätter nicht.
Die Chromosomenzahl beträgt 2n = 60.

## Vorkommen
Die Art ist rund um das Mittelmeer und in Teilen Westeuropas verbreitet. Die stenöke Art besiedelt dort Viehweiden, Gebüschen und Lichtungen, aber auch trockene Felsen in Höhenlagen von 0 bis 1200 Meter.

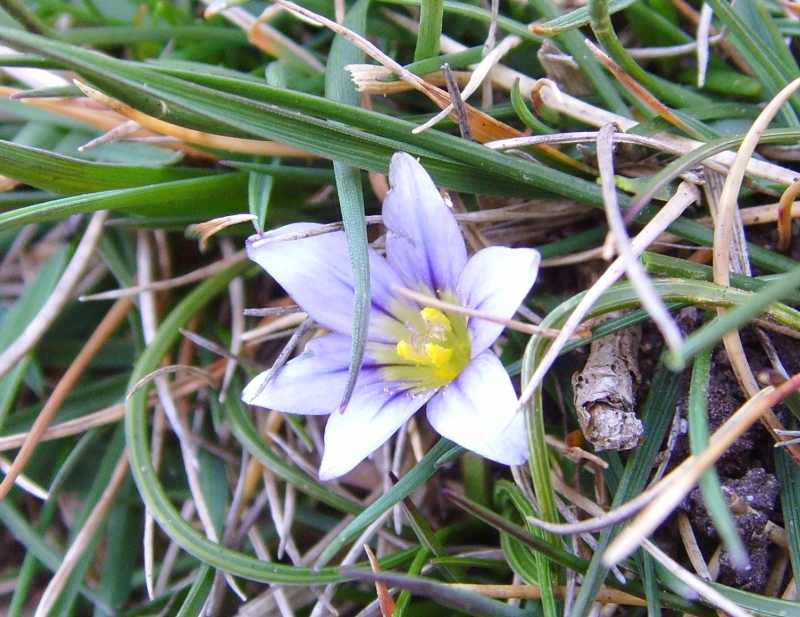
Romulea columnae

## Systematik und botanische Geschichte
Die Art wurde 1818 erstbeschrieben, der Artname ehrt den italienischen Botaniker Fabio Colonna. Je nach Autor werden verschiedene Untertaxa unterschieden, die Art gilt als noch unzureichend bearbeitet. So finden sich beispielsweise Romulea ramiflora, Romulea melitensis und Romulea rollii als Varietäten zu Romulea columnae gestellt oder es wird Romulea assumptionis als Unterart verstanden, andere Werke hingegen fassen jede der Taxa als selbständige Arten auf. Hier wird der Flora Europaea gefolgt, nach der nur Romulea rollii als Unterart von Romulea columnae verstanden wird:
- Romulea columnae subsp. rollii (Parl.) Marais: Die Laubblätter sind fadenförmig, 15 bis 25 cm lang, nicht steif oder fest.[1] Sie kommt an der Küste von Südfrankreich bis zur Türkei und in Nordafrika vor.[5]
- Romulea columnae subsp. columnae: Die Laubblätter sind dicker, kürzer und steifer.[1] Sie kommt von Westeuropa bis zum Mittelmeergebiet und in Makaronesien vor.[5]

Hinzu kommt allerdings noch:
- Romulea columnae subsp. assumptionis (Font Quer) O.Bolòs, Vigo, Masalles & Ninot (Syn.: Romulea assumptionis Font Quer): Sie kommt auf den Balearen und auf den Îles d’Hyères vor.[5]

Und außerhalb Europas:
- Kanaren-Scheinkrokus (Romulea columnae subsp. grandiscapa (Webb) G.Kunkel, Syn.: Romulea grandiscapa Baker): Sie kommt in Makaronesien vor.[5]